# Vidljivi spektar
Vidljivi spektar je porcija elektromagnetnog spektra koja je vidljiva ljudskim okom. Elektromagnetna radijacija u ovom opsegu talasnih dužina se naziva vidljiva svetlost ili jednostavno svetlost. Tipično ljudsko oko reaguje na talasne dužine od oko 380 do 740 nanometara. Po frekvenciji, to odgovara opsegu u blizini 430–770 .
Spektar ne sadrži sve boje koje ljudske oči i mozak mogu razlikovati. Na primer, nezasićene boje kao što su ružičasta, ili varijacije ljubičaste poput magente nedostaju, jer se mogu načiniti samo iz mešavine više talasnih dužina. Boje koje sadrže samo jednu talasnu dužinu se nazivaju čistim bojama ili spektralnim bojama.
Vidljive talasne dužine prolaze u velikoj meri neprilagođene kroz Zemljinu atmosferu kroz područje „optičkog prozora” elektromagnetnog spektra. Primer ove pojave je kada čist vazduh raspršuje plavu svetlost više od crvene svetlosti, pa podnevno nebo izgleda plavo. Optički prozor se takođe naziva „vidljivi prozor”, jer preklapa spektar vidljivog responsa ljudi. Blisko infracrveni (NIR) prozor nalazi se neposredno izvan ljudskog vidnog opsega, kao i prozor srednjih infracrvenih talasnih dužina (MWIR) i dugotalasni ili daleko infracrveni prozor (LWIR ili FIR), mada ih mogu videti druge životinje.

## Istorija
U 13. veku, Rodžer Bejkon je teoretisao da su duge proizvedene sličnim procesom kao i prolazak svetlosti kroz staklo ili kristal.
U 17. veku, Isak Njutn je otkrio da prizme mogu da rastave i ponovo sastave belu svetlost, i fenomen je opisao u svojoj knjizi Optika. On je bio prvi koji je u ovom smislu koristio reč spectrum (latinski za „izgled” ili „priviđanje”) 1671. godine u opisu svojih eksperimenata u optici. Njutn je primetio da, kada uski snop sunčeve svetlosti pogodi lice staklene prizme pod uglom, deo snopa se reflektuje a drugi deo snopa prolazi kroz staklo i izlazi u vidu traka različitih boja. Njutn je hipotetisao da se svetlost sastoji od „korpuskula” (čestica) različitih boja, pri čemu se različite svetlosne boje kreću različitim brzinama u providnoj materiji, a crvena svetlost se brže kreće od ljubičaste svetlosti u staklu. Rezultat toga je da se crvena svetlost savija (reflektuje) manje oštro nego ljubičasta dok prolazi kroz prizmu, čime se stvara spektar boja.
Njutn je izvorno podelio spektar u šest imenovanih boja: crvena, narandžasta, žuta, zelena, plava i ljubičasta. Kasnije je dodao indigo kao sedmu boju, pošto je verovao da je sedam savršeni broj što potiče od starogrčkih sofista, a tu je postojala i veza između boja, muzičkih nota, poznatih objekata u Sunčevom sistemu i dana u nedelji. Ljudsko oko je relativno neosetljivo na indigove frekvencije, a neki ljudi koji imaju inače dobar vid ne mogu da razlikuju indigo od plavog i ljubičastog. Iz tog razloga, neki kasniji komentatori, uključujući Ajzaka Asimova, sugerisali su da indigo ne treba posmatrati kao boju po sebi, već samo kao nijansu plave ili ljubičaste. Dokazi ukazuju da ono što Njutn smatrao „indigo” i „plavom” bojom ne odgovara savremenom značenju tih reči o boji. Upoređivanje Njutnovog posmatranja prizmatskih boja sa obojenom slikom spektra vidljive svetlosti pokazuje da „indigo” odgovara onome što se danas naziva plavo, dok „plavo” odgovara cijanu.
U 18. veku, Johan Volfgang Gete je pisao o optičkim spektrima u svojoj Teoriji boja. Gete je koristio reč spektar (Spektrum) da označi sablasnu optičku zadržanu sliku, kao što je to učinio i Šopenhauer u delu O viziji i bojama. Gete je tvrdio da je kontinuirani spektar složen fenomen. Tamo gde je Njutn suzio snop svetlosti da bi izolovao pojavu, Gete je primetio da širi otvor stvara ne spektar, već crvenkasto-žute i plavo-cijan rubove sa belim između njih. Spektar se pojavljuje tek kada su ove ivice dovoljno blizu da se preklapaju.
Početkom 19. veka koncept vidljivog spektra postaje definitivniji, jer su svetlost izvan vidljivog raspona otkrili i karakterisali Vilhelm Heršel (infracrvenu) i Johan Riter (ultraljubičastu), Tomas Jang, Tomas Johan Zebek i drugi. Jang je prvi izmerio talasne dužine različitih boja svetlosti 1802. godine.
Vezu između vidljivog spektra i vida u boji istraživali su Tomas Jang i Herman fon Helmholc početkom 19. veka. Njihova teorija raspoznavanja boja tačno je predložila da oko koristi tri različita receptora za percepciju boje.

## Percepcija boja kod raznih vrsta
Mnoge vrste mogu da vide svetlost na frekvencijama van ljudskog „vidljivog spektra”. Pčele i mnogi drugi insekti mogu da otkriju ultraljubičastu svjetlost, što im pomaže da pronađu nektar u cveću. Biljne vrste koje zavise od oprašivanja insekata često svoj reproduktivni uspeh duguju svom izgledu u ultraljubičastoj svetlosti, a ne koliko šareno izgledaju ljudima. Ptice takođe mogu da vide ultraljubičasto svetlo (300–400 nm), a neke imaju polno zavisne oznake na svom perju koje su vidljive samo u ultraljubičastom opsegu. Mnoge životinje koje mogu da vide u ultraljubičastom području ne mogu da vide crvenu svetlost niti bilo koju drugu crvenkastu talasnu dužinu. Vidljivi spektar pčela završava na oko 590 nm, neposredno pre nego što počnu narandžaste talasne dužine. Ptice mogu da vide neke crvene talasne dužine, mada ne toliko daleko u svetlosnom spektru kao ljudi. Popularno verovanje da je obična zlatna ribica jedina životinja koja može da vidi infracrvenu i ultraljubičastu svetlost je netačno, jer zlatne ribice ne mogu da vide infracrvenu svetlost. Slično tome, psi se često smatraju slepima za boje, ali se pokazalo da su osetljivi na boje, mada ne koliko i ljudi. Neke zmije mogu da „vide” zračeću toplotu na talasnim dužinama između 5 i 30  do takvog stepena tačnosti da slepa zvečarka može da cilja ranjive delove tela plena na koje udara, i druge zmije mogu da otkriju topla tela sa metarske udaljenosti. To se takođe može koristiti u termoregulaciji i detekciji predatora. (Pogledajte infracrveno detektovanje zmija)

## Spektar boja
| predstavljanje spektra vidljive svetlosti | predstavljanje spektra vidljive svetlosti | predstavljanje spektra vidljive svetlosti | predstavljanje spektra vidljive svetlosti |
| Boja                                      | Talasna dužina                            | Frekvencija                               | Energija fotona                           |
| ----------------------------------------- | ----------------------------------------- | ----------------------------------------- | ----------------------------------------- |
| Ljubičata                                 | 380–450 nm                                | 680–790 THz                               | 2.95–3.10 eV                              |
| Plava                                     | 450–485 nm                                | 620–680 THz                               | 2.64–2.75 eV                              |
| Cijan                                     | 485–500 nm                                | 600–620 THz                               | 2.48–2.52 eV                              |
| Zelena                                    | 500–565 nm                                | 530–600 THz                               | 2.25–2.34 eV                              |
| Žuta                                      | 565–590 nm                                | 510–530 THz                               | 2.10–2.17 eV                              |
| Narandžasta                               | 590–625 nm                                | 480–510 THz                               | 2.00–2.10 eV                              |
| Crvena                                    | 625–740 nm                                | 405–480 THz                               | 1.65–2.00 eV                              |

Boje koje se mogu proizvesti vidljivom svetlošću uskog opsega talasnih dužina (monohromatska svetlost) nazivaju se čistim spektralnim bojama. Različiti rasponi boja navedeni na slici su aproksimacija: spektar je kontinuiran, bez jasnih granica između jedne i druge boje.
Ako se uzak snop bele svetlosti propusti kroz pukotinu i da zatim prođe kroz optičko sočivo tako da zraci u paralelnom snopu padaju na optičku prizmu dolazi do njegovog razlaganja. Pri tom prizma mora biti nameštena na minimum devijacije. Nakon loma u prizmi taj će se uski snop svetlosti raširiti u široku prugu raznobojne svetlosti koja se zove spektar boja. Spektar bele svetlosti sastoji se od 6 boja i to: crvene, narandžaste, žute, zelene, plave i ljubičaste koje neprekidno prelaze jedna u drugu. Ovo rastavljanje bele svetlosti u 6 spektralnih boja zove se disperzija svetlosti. Disperziju svetlosti je prvi istražio I. Njutn i time objasnio hipotezu da je bela svetlost sastavljena iz različitih, takozvanih spektralnih boja. 
Kako se prizmom svetlost dvaput lomi, to do disperzije dolazi zato što svaka spektralna boja ima različiti indeks loma. Kod toga se najmanje lomi crvena, a najviše ljubičasta svetlost. Dakle, indeks loma ljubičaste svetlosti veći je od indeksa loma crvene svetlosti. Odatle izlazi da se crvena i ljubičasta svetlost šire u staklu različitim brzinama. Znači da brzina svetlosti u prozirnim sredstvima zavisi od boje svetlosti. Brzina crvene svetlosti je najveća. Sve manju brzinu ima po redu, narandžasta, žuta, zelena, plava i modra svetlost, najmanju ljubičasta. 
Merenja su pokazala da u vakuumu brzina svetlosti ne zavisi od njene boje. Stoga u vakuumu nema disperzije svetlosti. 
Da je spektralna svetlost homogena i jednobojna (monohromatska), to jest da se ne može rastaviti, može se potvrditi eksperimentom. U zastoru na koji pada spektar boja napravi se uska pukotina tako da kroz nju prolazi snop jednobojne svetlosti i da pada na drugu prizmu. Druga prizma mora biti tako postavljena da joj lomni brid bude paralelan s lomnim bridom prve prizme. Zbog loma na prizmi svetlost će biti otklonjena, ali neće nastati disperzija.